# Peter Germer
Peter Wildt Germer (født 25. juli 1938, død 1. februar 2013) var en dansk professor, dr.jur., LL.M. ved Afdelingen for Offentlig Ret på Juridisk Institut ved Aarhus Universitet med speciale i statsforfatningsret, forvaltningsret og folkeret.
Han var cand.jur. med guldmedalje fra Københavns Universitet i 1964. Efterfølgende studieophold ved Harvard University, hvor han opnåede graden Masters of Law.
Dr.jur. fra Aarhus Universitet i 1973 på disputatsen Ytringsfrihedens Væsen, der angav en nytolkning af Grundlovens paragraf 77 om ytringsfrihed. Denne indebar en materiel beskyttelse af ytringsfriheden for så vidt angår offentlige anliggender. Disputatsen blev stærkt kritiseret af især Alf Ross efter antagelsen .
Efterfølgende var han en af Danmarks mest fremtrædende eksperter inden for statsretten og bistod som sådan både Estland og Nepal med udformningen af nye demokratiske forfatninger.
Peter Germer blev pensioneret i august 2008, men var dog til sin død fortsat tilknyttet Juridisk Institut ved Aarhus Universitet.